# Atatürk-Universität
Die Atatürk-Universität (türkisch: Atatürk Üniversitesi) wurde 1957 in Erzurum in Ostanatolien gegründet. Die Universität verfügt über 17 Fakultäten, 15 angeschlossene Fachschulen und Akademien, 6 Institute und weiteren 16 Forschungseinrichtungen.
Den Grundstock der Universitätsbibliothek bildete eine Schenkung des Büchersammlers Seyfettin Özege.
Die Universität ist Mitglied im Netzwerk der Balkan-Universitäten und hat darüber hinaus bilaterale Abkommen mit Universitäten in Europa und USA.